# Francesco Zerbini
Francesco Zerbini (Arezzo, 26 ottobre 1979) è un allenatore di calcio ed ex calciatore italiano, di ruolo attaccante.

## Caratteristiche tecniche
Centravanti fisicamente possente, giocava prevalentemente come prima punta.

## Carriera

### Giocatore
Inizia l'attività nelle giovanili dell'Arezzo, fino al fallimento del 1993, per poi trasferirsi al Perugia e quindi al Piacenza, con cui fa il suo esordio in serie A a 17 anni, nella vittoria interna per 1-0 sul Napoli del 16 febbraio 1997. Nell'estate 1998 viene ceduto in prestito al Lecco, dove resta vittima di un arresto cardiaco, dopo un trauma cranico, durante la partita di Coppa Italia contro la Pro Sesto, salvandosi grazie all'utilizzo del defibrillatore. Ripresa l'attività, nel 1999 passa in prestito alla Lodigiani, realizzando 8 reti nel campionato di Serie C1. Rientrato a Piacenza, disputa 5 partite nel campionato di Serie B 2000-2001, chiuso dai compagni di reparto Caccia, Rastelli e Artico, e a lungo bloccato da un infortunio. Realizza il suo primo ed unico gol nel Piacenza nella partita di Coppa Italia contro l'Udinese, il 24 settembre 2000
Nel 2001 viene nuovamente prestato nelle serie inferiori, questa volta al Varese, dove non ritrova continuità di impiego. Nella stagione successiva torna a giocare nella massima serie con il Piacenza, disputando 13 partite nell'ultima annata della formazione emiliana in Serie A. Dopo la retrocessione passa alla  Sambenedettese, ancora in prestito. Nelle Marche disputa la sua miglior stagione: nel girone di andata realizza 10 reti, in coppia con Gabriele Scandurra, e diventa l'idolo dei tifosi, che gli assegnano il soprannome di Barone Rosso per il colore dei suoi capelli. Nel gennaio 2004 Luciano Gaucci trasferisce sia Zerbini che Scandurra al Perugia, con la cui maglia scende in campo anche in Coppa Italia contro la Juventus, mentre in campionato viene scarsamente utilizzato dal tecnico Serse Cosmi.
La stagione successiva torna al Piacenza in Serie B. Poco impiegato da Giuseppe Iachini, nel gennaio 2005 si trasferisce al Padova, in Serie C1, dove continua a non trovare spazio. Nel gennaio 2006 passa in prestito alla Lanciano, sempre in C1, realizzando 8 reti in metà stagione e contribuendo alla salvezza della squadra. Rientrato al Padova, viene ceduto definitivamente al Venezia: rimane in neroverde per tre stagioni, intervallate da prestiti al Pizzighettone e alla Massese, nelle quali gioca con continuità realizzando in tutto 7 reti.
Svincolatosi dal Venezia in seguito al fallimento, nel 2009 scende in Serie D firmando per l'Oltrepò, con cui mette a segno 5 reti in 10 partite prima di subire un grave infortunio (frattura alla tibia) che lo tiene lontano dai campi per tutta la stagione. Nella stagione successiva passa alla Nuova Verolese, compagine bresciana sempre di Serie D con cui disputa la sua ultima stagione da calciatore prima di concludere la carriera a causa di numerosi problemi fisici.

### Allenatore
Nella stagione 2016-2017 è alla guida della formazione Juniores della Pontolliese Gazzola, in provincia di Piacenza. L'anno successivo passa sulla panchina della Spes Borgotrebbia, altra società dilettantistica della città emiliana. Nella stagione 2018-2019 passa alla guida della juniores della Castellana Fontana. Nells stagione 2022-2023 allena il Pallavicino, in Prima Categoria emiliana.